# Heinrich Stille
Heinrich Stille (* 17. Mai 1879 in Hannover; † 31. Mai 1957 ebenda) war ein deutscher Architekt.

## Leben

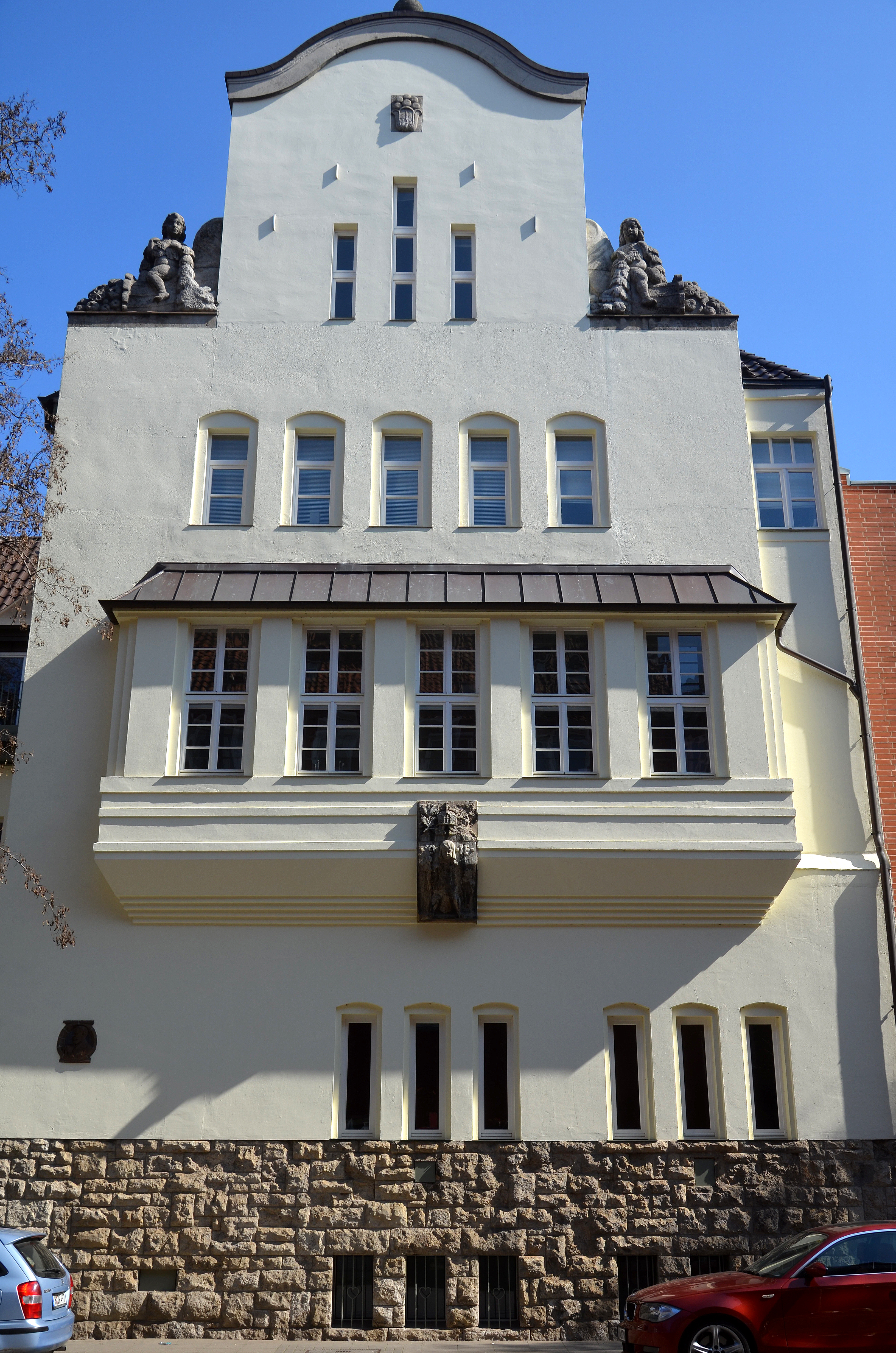
Die – heutige – Dieterichsstraße 17 in Hannover, 1915 als Gemeindehaus für die Gartenkirchengemeinde durch die Brüder Stille errichtet

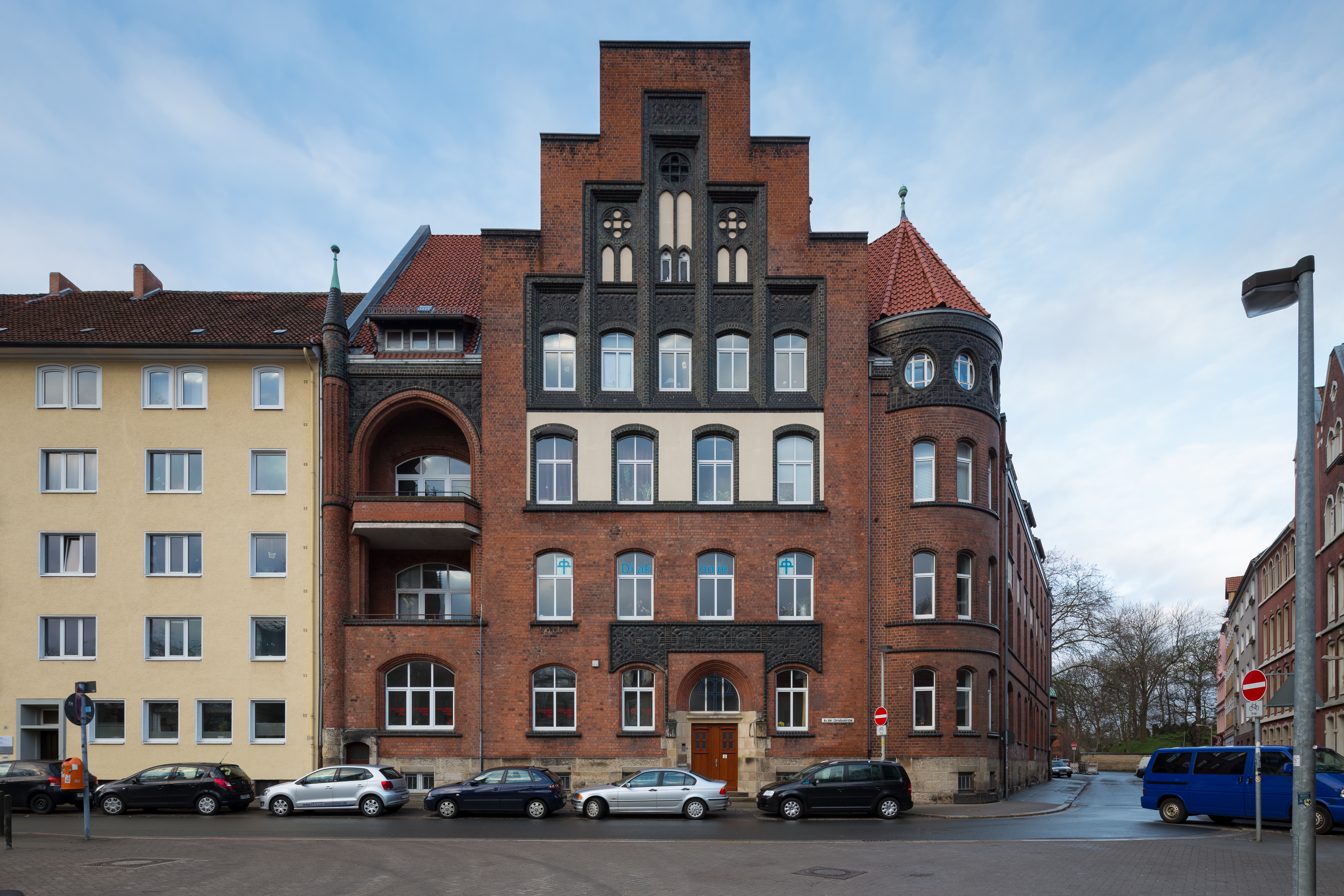
Ursprünglich von Karl Börgemann errichtetes Gemeindehaus der Christuskirchengemeinde in Hannover; 1946–1948 von Heinrich Stille stilgerecht wiederaufgebaut

Heinrich Stille war ein Sohn des Maurermeisters und Architekten Friedrich Stille und der Bruder des Architekten Ernst Stille.
Nach seinem Studium an der Baugewerkschule in Höxter studierte Ernst Stille von 1901 bis 1903 an der Technischen Hochschule in Hannover.
Heinrich Stille arbeitete als selbständiger Architekt in Hannover und war zeitweilig mit seinem Bruder Ernst assoziiert, zeitweilig auch mit Josef Herlitzius.
1902 trat Stille der Bauhütte zum weißen Blatt bei.

## Werke (sofern bekannt)

### In Zusammenarbeit mit Ernst Stille (soweit bekannt)
- um 1905: Hannover, Walderseestraße 2, Landhaus J. Stille[2]
- 1908 Hesel: Evangelisch-lutherische Kirche St. Liudgeri;
  - Wettbewerbsentwurf für den Kirchturmbau (3 Alternativentwürfe), nicht ausgeführt
  - Ausführung 1909 nach Entwurf des Architekten Walter Saran, Hannover[2]
- um 1914: Hannover, Richard-Wagner-Straße Ecke Lortzingstraße: Wohngebäude[2]
- 1915: Hannover, Gemeindehaus der evangelisch-lutherischen Gartenkirche
  - Wettbewerbsentwurf „Backstein“ für den Neubau (2. Preis)
  - Ausführung: Heinrich und Ernst Stille[2]

### In Zusammenarbeit mit Josef Herlitzius (sofern bekannt)
- um 1927–1930: Hannover-Südstadt: Wohnungsbau in Backstein[2]

### Eigene Bauten
- 1946–1948: Hannover, An der Christuskirche 15 Ecke Am Judenfriedhof 14: Evangelisch-lutherisches Pfarr- und Gemeindehaus der Christuskirche; erhalten
  - stilgerechter Wiederaufbau des ursprünglich 1905–1906 nach Entwürfen von Karl Börgemann erbauten Gemeindehauses[2]

## Archivalien
Archivalien von und über Ernst Stille finden sich beispielsweise
- im Archiv der Bauhütte Hannover, das teilweise im Stadtarchiv Hannover und teilweise im Vereinshaus Hannover in der Braunstraße 28 untergebracht ist.[2]